# Phylloscopus budongoensis
A Phylloscopus budongoensis a verébalakúak (Passeriformes) rendjébe, ezen belül a füzikefélék (Phylloscopidae) családjába és a Phylloscopus nembe tartozó faj. 10 centiméter hosszú. Egyenlítői-Guinea, Gabon, Kamerun, Kenya, a Kongói Demokratikus Köztársaság, a Kongói Köztársaság és Uganda nedves erdőiben él. Többnyire rovarokkal táplálkozik.

## Fordítás
- Ez a szócikk részben vagy egészben  az   Uganda woodland warbler című angol Wikipédia-szócikk fordításán alapul.  Az eredeti cikk szerkesztőit annak laptörténete sorolja fel. Ez a jelzés csupán a megfogalmazás eredetét és a szerzői jogokat jelzi, nem szolgál a cikkben szereplő információk forrásmegjelöléseként.